# Godzilla vs. SpaceGodzilla
Godzilla vs. SpaceGodzilla (ゴジラvsスペースゴジラ, Gojira tai SupēsuGojira) is een Japanse kaijufilm uit 1994, en de 21e Godzillafilm. De regie was in handen van Kensho Yamashita.

## Verhaal
De film speelt zich af in 1995. In het begin is een groep soldaten en wetenschappers bezig met het uitvoeren van Project T. Dit plan houdt in dat ze een apparaat aan Godzilla willen bevestigen waarmee telepathisch begaafde mensen (die door de Verenigde Naties zijn opgespoord) hem kunnen beheersen. Een van deze telepaten is Miki Saegusa. Zij is aanvankelijk tegen het plan daar ze Godzilla steeds minder als een monster ziet. Als back-upplan heeft de NASA opnieuw een enorme robot laten bouwen, Moguera.
Wanneer een ongeïdentificeerde levensvorm wordt gesignaleerd in de ruimte, wordt Moguera erop afgestuurd. De robot wordt echter door het mysterieuze monster verslagen, waarna deze zich naar de Aarde begeeft. Hij landt op het eiland waar ook Godzilla zich bevindt en het komt tot een gevecht tussen de twee wezens. Miki is er getuige van hoe het monster Godzilla verslaat en "Little Godzilla" (Godzilla’s zoon die in de vorige film zijn intrede deed) in een soort kristallen kooi opsluit.
De NASA ontdekt dat het monster uit de ruimte een soort kloon is van Godzilla. Daarom geeft men hem de naam SpaceGodzilla. Miki wordt gevangen door de Japanse maffia die haar en project T willen gebruiken om Godzilla tot hun handlanger te maken. Ze wordt gered door een aantal G-Force-agenten net voordat SpaceGodzilla in Fukuoka arriveert en het gebouw met de maffia erin vernietigt. SpaceGodzila vernietigt vervolgens bijna het gehele centrum van Fukuoka en creëert een enorm veld van kristallen waarmee hij de stad in een fort verandert.
Moguera, die ondanks zijn beschadigingen wist terug te vliegen naar de Aarde, gaat opnieuw het gevecht aan met SpaceGodzilla. Hij wordt al vlug geholpen door Godzilla zelf. De twee kunnen echter niet op tegen het ruimtemonster, totdat de piloot van Moguera ontdekt dat SpaceGodzilla de kristallen om hem heen gebruikt om energie uit de omgeving op te zuigen. Hij vernietigt de schouderkristallen van SpaceGodzilla zodat deze geen nieuwe energie meer krijgt. De woedende SpaceGodzilla vernietigt de robot, maar wordt vervolgens zelf verslagen door Godzilla.
Na afloop van het gevecht, gebruikt Miki haar psychische kracht om het controleapparaat dat aan Godzilla zat te verwijderen.

## Rolverdeling
| Acteur             | Personage                |
| ------------------ | ------------------------ |
| Megumi Odaka       | Miki Saegusa             |
| Jun Hashizume      | Lt. Koji Shinjo          |
| Zenkichi Yoneyama  | Lt. Kiyoshi Sato         |
| Akira Emoto        | Major Akira Yuki         |
| Towako Yoshikawa   | Dr. Chinatsu Gondo       |
| Yôsuke Saitô       | Dr. Susumu Okubo         |
| Kenji Sahara       | Minister Takayuki Segawa |
| Akira Nakao        | Commander Takaki Aso     |
| Houka Kinoshita    | Moguera Pilot            |
| Kenpachiro Satsuma | Godzilla                 |
| Ryo Hariya         | SpaceGodzilla            |
| Wataru Fukuda      | Moguera                  |

## Trivia
- De Moguerarobot is gebaseerd op een gelijknamige robot uit de film The Mysterians.
- Een spin-off tv-serie met Little Godzilla in de hoofdrol stond gepland na uitkomst van de film, maar deze is nooit gemaakt.
- Over SpaceGodzilla’s afkomst bestaan meerdere theorieën. Een is dat hij is ontstaan uit lichaamscellen van Godzilla die door Mothra mee werden genomen de ruimte in (aan het eind van Godzilla vs. Mothra). Een andere theorie is dat hij is ontstaan uit de sporen die Biollante kort voor zijn dood de ruimte in schoot (uit Godzilla vs. Biollante).
- Met deze film werd het 40-jarig bestaan van de Godzillafilms gevierd.